# Royal Artillery Museum

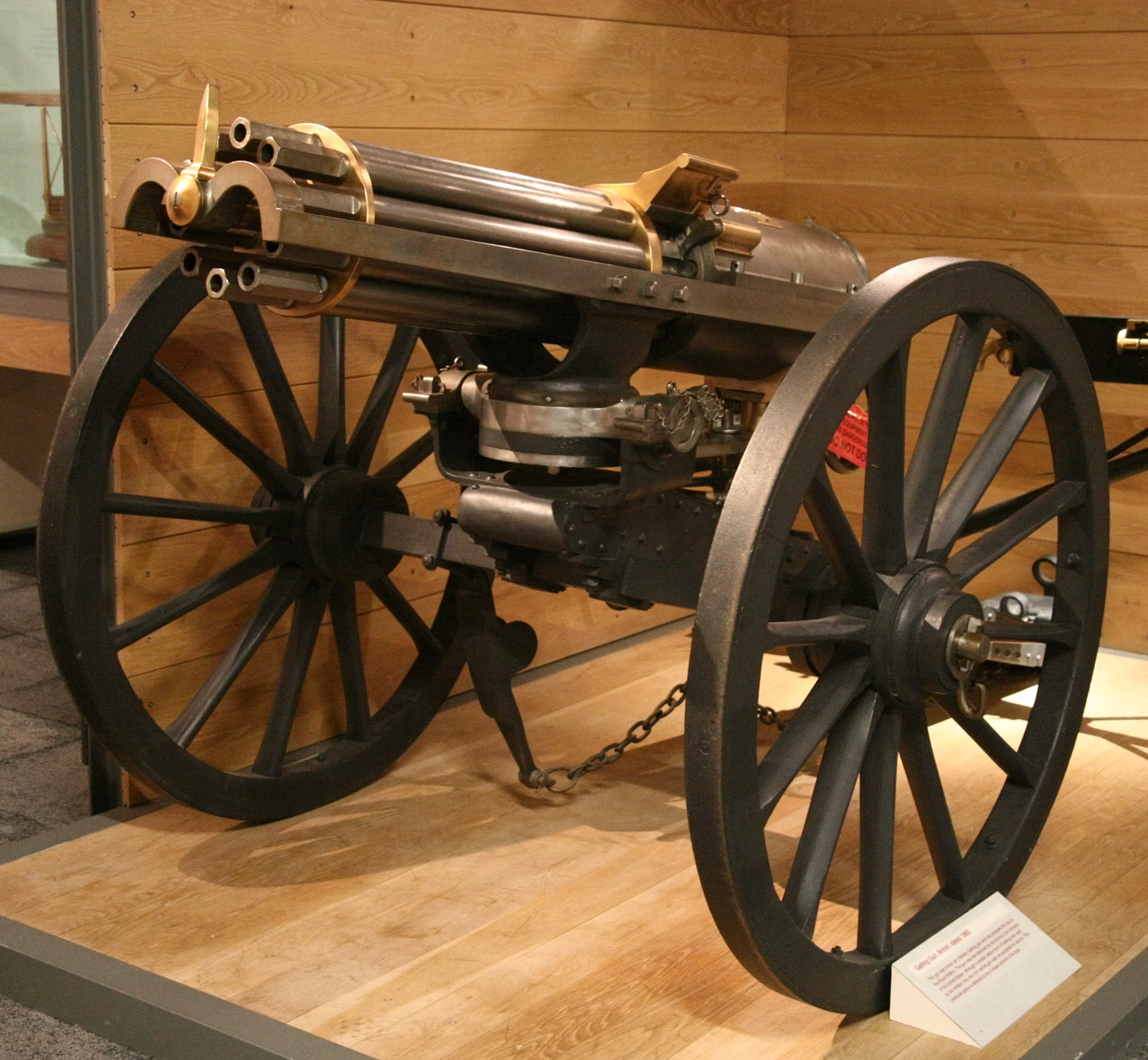
Eine Gatling im Royal Artillery Museum.

Das Royal Artillery Museum (offizieller Name des Museums: Firepower - The Royal Artillery Museum) war ein Militärmuseum im Südosten Londons. Es befand sich im Stadtteil Woolwich und informierte über die Geschichte der Royal Artillery und des Royal Arsenal. Zudem beherbergte es eine Reihe historischer und moderner Waffen. Es schloss am 8. Juli 2016, soll aber gemäß seinem Internetauftritt im Frühjahr 2022 in Wiltshire wiedereröffnet werden.
Das Museum befand sich in einigen ehemaligen Gebäuden des Royal Arsenal, einer ehemaligen Rüstungs-, Munitionsabdichtungs- und Sprengstoffversuchsfirma in London. Der Vorläufer des Royal Artillery Museum war die Royal Military Repository, welche im Mai 1778 eingerichtet wurde. 
Nach einem Feuer, dem das Royal Military Repository zum Opfer fiel, wurden 1802 die Ausstellungsstücke in einem Vorläufer des heutigen Museums aufbewahrt. Das Royal Artillery Museum wurde schließlich am 4. Mai 1820 eingerichtet. In der letzten Form wurde das Museum im April 2001 eröffnet. 